# Waldkirchen an der Thaya
Waldkirchen an der Thaya è un comune austriaco di 535 abitanti nel distretto di Waidhofen an der Thaya, in Bassa Austria; ha lo status di comune mercato (Marktgemeinde).